# Microdesmus bosniensis
Microdesmus bosniensis är en mångfotingart som beskrevs av Karl Wilhelm Verhoeff 1901. Microdesmus bosniensis ingår i släktet Microdesmus och familjen orangeridubbelfotingar. Inga underarter finns listade i Catalogue of Life.